# Sniper: Ghost Warrior Contracts 2
Sniper: Ghost Warrior Contracts 2 ist ein Taktik-Shooter, der von CI Games entwickelt und veröffentlicht wurde. Es ist der sechste Eintrag in der Sniper:-Ghost-Warrior-Reihe und die Fortsetzung von Sniper: Ghost Warrior Contracts. 

## Entwicklung und Veröffentlichung
Sniper: Ghost Warrior Contracts 2 wird vom polnischen Videospielentwickler CI Games, dem Entwickler der Sniper:-Ghost-Warrior-Serie, entwickelt. Die Entwicklung begann kurz nach dem Vorgänger Sniper: Ghost Warrior Contracts. Das Spiel ist am 4. Juni 2021 für Microsoft Windows, PlayStation 4 und Xbox One erschienen. Wie beim ersten Teil erhalten Spieler mit deutscher IP-Adresse bei Steam ausschließlich Zugang zu einer zensierten Version, da Blut- und weitere Gewaltdarstellungen entfernt bzw. abgeändert wurden. Eine Version für PlayStation 5 wird am 24. August 2021 folgen.

## Rezeption
Sniper: Ghost Warrior Contracts 2 hat national und international durchschnittliche Bewertungen erhalten. 

„Wenn Scharfschützenspiele euer Ding sind, kommt Sniper Ghost Warrior Contracts 2 zur rechten Zeit. Im Kern funktioniert der Titel und spielt sich gut, über die Story hüllen wir lieber den Mantel des Schweigens und hier und da gibt's ein paar technische Aussetzer. Es ist definitiv besser als sein Vorgänger, der ganz große Wow-Effekt bleibt indes aus. Am Ende ist es solide Scharfschützenkost, mit der ihr einige unterhaltsame Stunden verbringen könnt, ohne dafür den üblichen Vollpreis zahlen zu müssen.“

„Der Test von Sniper Ghost Warrior Contracts 2 war für mich ein Wechselbad der Gefühle: Ich ärgerte mich dermaßen über das blöde Speichersystem und die Tatsache, dass bei einem Fehlschuss die gesamte Basis in den Alarmzustand wechselt und Jagd auf mich macht, obwohl eigentlich niemand meine Position kennen dürfte. An anderer Stelle fühlte ich mich plötzlich wie ein cooler Sniper-Agent, der mit einem Aufzug in ein Hochsicherheitsbasis hinabfährt, Kameras hackt, durch enge Gänge schleicht, gepanzerte Wachen mit Spezialmunition ausschaltet, per Drohne die Basis erkundet und unbehelligt mit einer wichtigen Zugangskarte wieder entkommt. Das Schießen per Scharfschützengewehr fühlt sich gut an, auch das Sounddesign bei den Zeitlupen-Kills überzeugt - allerdings nicht auf der PS4.“